# Dhāriwāl
Dhāriwāl är en ort i Indien.   Den ligger i distriktet Gurdaspur och delstaten Punjab, i den norra delen av landet, 400 km nordväst om huvudstaden New Delhi. Dhāriwāl ligger 264 meter över havet och antalet invånare är 20 604.
Terrängen runt Dhāriwāl är mycket platt. Runt Dhāriwāl är det tätbefolkat, med 530 invånare per kvadratkilometer. Närmaste större samhälle är Gurdaspur, 11,9 km nordost om Dhāriwāl. Trakten runt Dhāriwāl består till största delen av jordbruksmark.